# جيريمي غراي
جيريمي غراي (بالإنجليزية: Jeremy Gray)‏ هو رياضياتي بريطاني، ولد في 25 أبريل 1947.